# Alfonso Carlos Comín
 (juillet 2025).
Si vous disposez d'ouvrages ou d'articles de référence ou si vous connaissez des sites web de qualité traitant du thème abordé ici, merci de compléter l'article en donnant les références utiles à sa vérifiabilité et en les liant à la section « Notes et références ».
Alfonso Carlos Comín y Ros (en espagnol) ou Alfons Carles Comín i Ros (en catalan), né le 9 août 1933 à Saragosse et mort le 23 juillet 1980 à Barcelone, est un ingénieur industriel et homme politique espagnol, catholique de gauche devenu membre du Parti socialiste unifié de Catalogne, fédéré avec le Parti communiste d'Espagne (PCE).

## Biographie
Issu d'une famille carliste aragonaise installée à Barcelone, Alfonso Comín est un catholique, qui conservera ses convictions tout au long de sa vie. Influencé par le personnalisme d'Emmanuel Mounier, il intègre en 1956, sous la dictature franquiste (donc clandestinement) le Front de libération populaire (FELIPE), qu'il quitte en 1962 pour rejoindre le Front ouvrier de Catalogne (FOC), qui devient la branche catalane du FELIPE.
En 1970, cinq ans avant la mort de Franco, il rejoint l'Organisation communiste d'Espagne-Drapeau rouge (OCE-BR), d'orientation maoïste, qu'il quitte à son tour pour fonder le Drapeau rouge de Catalogne en 1974, lequel fusionne dans le Parti socialiste unifié de Catalogne (PSUC), communiste. Parallèlement, il crée avec Joan N. Garcia-Nieto en 1973 le mouvement Chrétiens pour le socialisme, dont il est la figure centrale.
Lors de la transition démocratique, Alfonso Comín est élu député aux élections de 1980 au Parlement de Catalogne, sur les listes du PSUC, dans la province de Barcelone. Il se préoccupe alors en particulier de la misère des immigrés andalous présents à Barcelone et en Catalogne depuis les années 1950. Il dirige également la revue Taula de Canvi (es) jusqu'à sa mort.
En 1983, ses héritiers politiques fondent la Fondation Alfons Comín, qui vise à perpétuer son héritage et à publier ses œuvres complètes.
Il est le père de Toni Comín, homme politique de Catalogne.

## Commentaires
- Martínez Hoyos, Francisco, La cruz y el martillo: Alfonso Carlos Comín y los cristianos comunistas, Barcelona, Rubeo, 2009, 1ª, 213 pp., España.  (ISBN 978-84-936359-5-4).

### Source
- (es) Cet article est partiellement ou en totalité issu de l’article de Wikipédia en espagnol intitulé « Alfonso Carlos Comín » (voir la liste des auteurs).